# 甲賀市立大野小学校
甲賀市立大野小学校（こうかしりつ おおのしょうがっこう）は、滋賀県甲賀市にある市立の小学校。

## 所在地
- 滋賀県甲賀市甲賀市土山町大野949番地[1]

## 沿革
- 明治6年3月 - 宗道学校が設立（学区：大野・徳原）[2]
- 明治6年10月 - 敬業学校が設立（学区：前野・頓宮・市場・大沢・野上野・岩室）
- 明治12年10月 - 敬業学校が頓宮学校に改称
- 明治19年 - 宗道学校が尋常大野小学校に改称
- 明治19年11月 - 頓宮学校が簡易科頓宮学校に改称
- 明治20年4月 - 簡易科頓宮学校が尋常科頓宮小学校に改称
- 明治25年 - 尋常大野小学校が大野西尋常小学校に改称（学区：大野・徳原・今郷）
- 明治25年 - 尋常科頓宮小学校が大野東尋常小学校に改称（学区：前野・頓宮・市場）
- 明治42年4月 - 大野西尋常小学校と大野東尋常小学校が合併し、大野尋常小学校に改称
- 昭和16年4月1日 - 大野国民学校に改称
- 昭和22年4月1日 - 大野小学校に改称
- 昭和30年4月1日 - 町村合併により土山町立大野小学校に改称
- 平成16年10月1日 - 市町村合併により甲賀市立大野小学校に改称

## 校区
この小学校の校区は以下の通り。
土山町頓宮、土山町前野、土山町市場、土山町大野、土山町徳原

## 学校教育目標
未来をつくる心豊かでたくましい子どもの育成
（合言葉）よく考えて みんな仲良く 最後まで 

## 学校の特徴
- 地域との結びつき[5]
  - お茶に関わる学習の取り入れ
  - 地域施設との交流
- 学力向上への取り組み
  - 「日本語と仲良し（詩歌の暗唱）」、「計算チャレンジ（本校独自の検定）」の取り組み推進
  - 言語活動を意識した掲示物